# Kookaburra
Kookaburra fue un modelo de cohete sonda australiano de dos etapas y propulsado por combustible sólido.
Fue lanzado 33 veces en misiones meteorológicas, entre el 16 de abril de 1969 y el 30 de junio de 1976.

## Especificaciones
- Apogeo: 75 km
- Masa total: 100 kg
- Diámetro: 0,12 m
- Longitud total: 3,4 m